# 남궁벽
남궁벽(南宮璧, 1895년 ~ 1922년)은 조선의 시인이다. 호는 초몽, 본관은 함열이며, 강화도에서 출생하였다.
1912년 서울 한성고등보통학교를 졸업하고, 일본 도쿄에서 공부한 후 오산중학교(五山中學校) 교사로 재직하였다. 《창조》·《폐허》 등의 문예 동인지에 인도주의적인 시를 발표하여 천재 시인이라 불리었으나 28세의 젊은 나이로 죽었다. 작품에 〈별의 아픔〉, 〈대지의 찬〉 등이 있다.